# 니렌기성

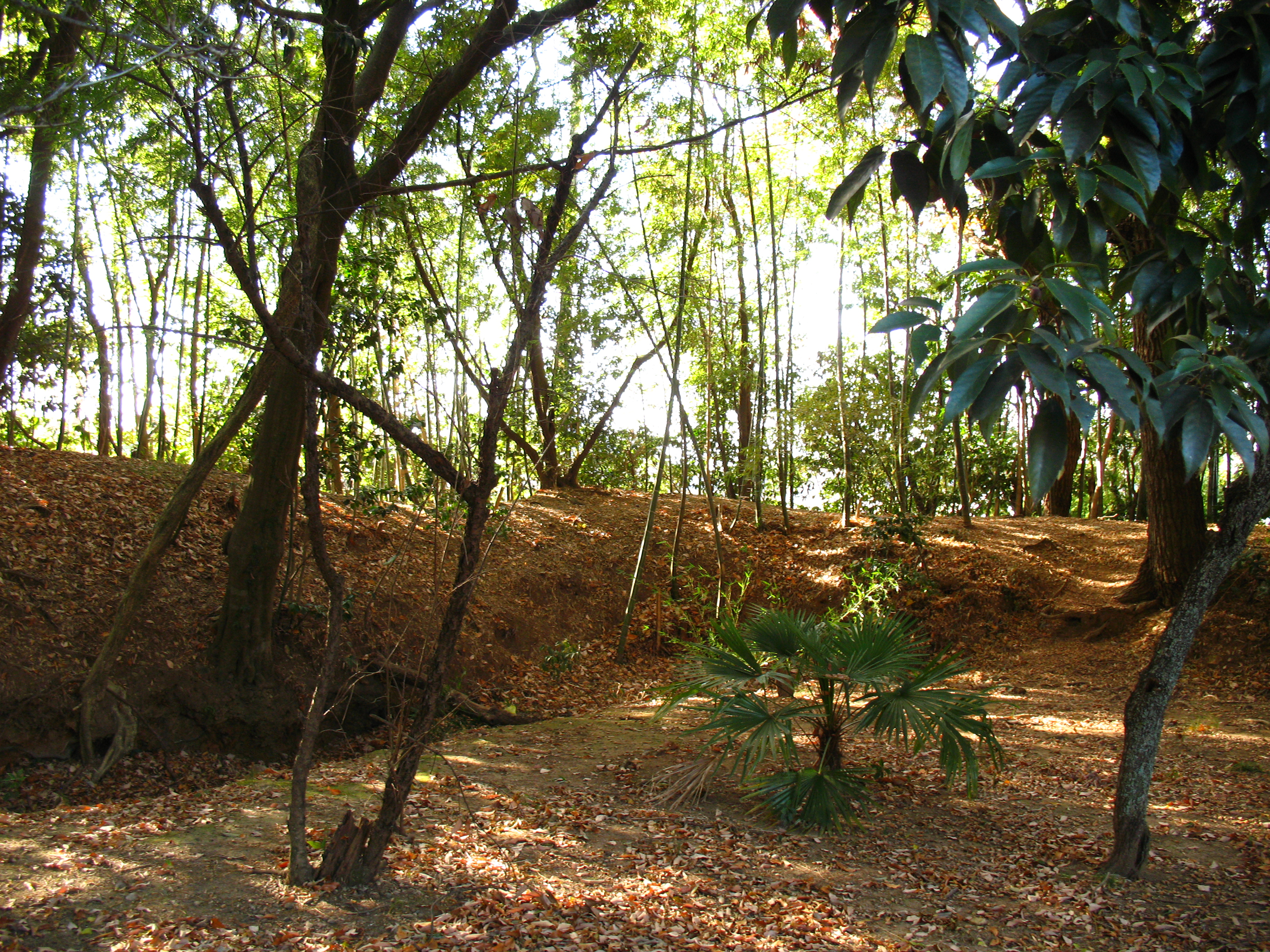

니렌기성(二連木城)은 아사쿠라 강(朝倉川) 남안의 미카와국 아쓰미 군(渥美郡)의 북단에 있는 센고쿠 시대의 성이다. 현재 아이치현 도요하시시 니렌기 정에 있다. 느릅나무로부터 이름이 붙여졌다고 한다. 아울러, 일본어로 느릅나무는 유(楡)자로 표기하며 니레にれ라고 읽는다. 한자 다른 니렌기 성(仁連木城)으로도 표기한 경우도 있다. 현재 성터는 오구치 공원으로 정비되어 있다. 오구치란 명칭은 초대 도요하시 시장이며 일본의 중의원 의원을 지낸 오구치 기로쿠(大口喜六)의 성(姓)에서 기인한 것이다.

## 역사
센고쿠 시대
축성했을 때는 1493년으로 도다 씨 중흥의 조 도다 무네미쓰(戸田宗光)가 세웠다.
도다 무네미쓰는 교토의 무로마치 막부 만도코로(政所)의 집사(執事)인 이세 사다치카(伊勢貞親)에게 임관했다. 미카와 국 슈고(守護) 호소카와 시게유키(細川成之)로부터 미카와 국 누카타군에서 소란을 피우는 자들을 진압해 달라는 요청으로, 8대 쇼군 아시카가 요시마사(足利義政)는 도다 무네미쓰와 의부 마쓰다이라 노부미쓰에게 명령을 내렸다. 무네미쓰는 의부 마쓰다이라 노부미쓰와 함께 적의 수급을 배어 교토로 보냈고, 무네미쓰는 미카와 국에 정주해 세력을 키운다. 오닌의 난이후, 군웅할거의 시대가 도래하자, 1475년 오쓰 성(大津城)에 들어가, 1477년 군다이(郡代) 잇시키 마사테루(一色政照)를 아쓰미 군 오쿠사 촌(大草村, 현재 아이치 현 다하라시)에 은거시키고, 마사테루의 양자가 되는 것으로 군의 통치권을 손에 넣었다. 1480년에 다하라 성을 축성한다.
1493년 도요가와 강(豊川) 북쪽에 인접한 호이 군의 우시쿠보 성에서 주군 잇시키 도키이에(一色時家)를 토벌하여 군림하고 있던 하타노 도키마사(波多野時政)와, 같은 잇시키 도키이에의 가신 마키노 시게토키(牧野成時)는 하이노하라 전투(灰野原の戦い)를 일으켰다. 호이 군에서 대혼란이 벌어진 그 해에 아쓰미 군의 북단인 아사쿠라 강 연안의 언덕 위에 니렌기 성을 축성해, 무네미쓰는 니렌기 성으로 이동했다. 이로써 니렌기 성을 아쓰미 군 북부의 본성으로 하고, 아들 노리미쓰(憲光)에게 양도한 다하라 성과 함께 도다 가의 중심 거점이 된다. 그리고 도다 무네미쓰는 아쓰미 군의 완전한 제압을 도모한다.
1508년 도다 무네미쓰는 죽고, 아들 노리미쓰는 죽은 아버지 무네미쓰를 위해서 니렌기 성의 근처에 젠큐인(全久院)을 건립했다.
아즈치모모야마 시대
1590년 니렌기 성주 도다 야스나가(戸田康長)는 도쿠가와 이에야스가 간토로의 이봉됨에 따라 간토로 이주하였고, 성은 버려졌다. 이 무렵 야스나가는 이에야스로부터 마쓰다이라 씨를 사성받았다. 도쿠가와 마쓰다이라 일족과 동격이 된 니렌기 도다 가는 종가로 다하라 성을 기반으로 한 다하라 도다 가는 방계가 되었다.
같은 해 미카와 동부 4군 15만 2000석을 영지로 받은 이케다 데루마사(池田照政)가 요시다 성을 거처로 삼아 지역을 다스렸기 때문에 니렌기 성은 필요가 없어 폐성되었다.

## 요시다 성과의 관계

### 항쟁기
1493년 하이노하라 전투에서 승리한 마키노 시게토키는 도요가와 강의 동쪽으로 건너가, 니렌기 성의 서쪽으로 1km 반 정도 떨어진 곳에 1505년 이마하시 성(今橋城, 후에 요시다 성)을 쌓았다.
그러나 이것은 도다 씨와 니렌기 성에 있어서 보면 우려되는 사태이다. 아쓰미 군(도요가와 강, 아사쿠라 강 남안)의 완전한 지배를 꾀한 도다 씨에게는 인접한 군인 호이 군으로부터 마키노 씨가, 짐짓 도요가와 강을 넘어서까지 축성한 이마하시 성의 존재는 눈에 거슬릴 수밖에 없었다. 원래 이마하시 성의 오테 문은 축성 때에는 동쪽을 향하게 되어 있었다. 즉, 동에 있던 니렌기 성에의 대항을 의도한 성채인 것은 명백했다.
같은 아사쿠라 강 남쪽에 가까이 있지만, 북의 아사쿠라 강 방면으로부터 니렌기 성을 본다면 분명하게 작은 산이며 이 근처에서 가장 높은 지점인 것에 대해서, 이마하시 성은 도요가와 강과 아사쿠라 강의 합류 지점이지만, 서쪽에 대해 약간 높은 지점인 남과 동에 대해서는 완전한 평성이 되었다. 이후 도다 씨는 이마하시 성 공략에 힘을 쏟기 시작했다.
형태가 다른 성의 각각의 지배자인 니렌기 성의 도다 씨와, 이마하시 성의 마키노 씨는 축성의 다음 해인 1506년에 격돌하여 마키노 시게토키가 전사했다. 그러나 이것은 양 가문에 의한 거듭되는 항쟁의 시작에 지나지 않고, 어지럽게 바뀌는 지배권의 쟁탈전으로 대립은 깊어졌다. 이윽고 여기에 서 미카와의 마쓰다이라 씨도 가세하여 삼파전이 된 이마하시 성 쟁탈의 항쟁은 치열함이 극에 달했다. 그것은 요시다 성으로 개명한 후에도 계속 된다.
그 요시다 성 쟁탈전이 잠잠하게 된 것은 이마가와 요시모토가 미카와 국의 본격적인 지배에 나섰을 무렵이었다. 요시다 성을 손에 넣은 이마가와 씨는, 성주 대리를 파견해 미카와 지배의 거점으로 정했다. 그렇지만 1560년 음력 5월의 오케하자마 전투에서 요시모토가 전사함에 따라, 이마가와 가문이 세퇴하기 시작한다.
그 무렵 요시다 성주 대리로서 자리잡고 있던 오하라 스케요시(大原資良)와 모의한 니렌기 성주 도다 시게사다(戸田重貞)는 1564년에 요시다 성으로부터 인질이 되어 있던 어머니의 반환에 성공해 도쿠가와 이에야스의 진영으로 전속했다. 이 때문에 니렌기 성(도쿠가와 진영의 도다 씨)과 요시다 성(이마가와 씨)는 다시 적대관계에 빠졌다.

### 지성적 역할의 시기
그러나 그 적대관계는 장기화하지 않고 다음해인 1565년 이에야스의 공세에 노출된 오하라 스케요시의 요시다 성의 개성과 퇴거에 의해 수습된다.
같은 도쿠가와 진영 하에 들어온 요시다 성과 니렌기 성이었지만 이마가와 지배 시대와 같은 모습으로 요시다 성주 대리의 지휘 하에 넣어졌던 탓에, 다시 요시다 성과의 제휴에 게을리 할 수 없는 위치와 거리에 있었기 때문에 니렌기 성은 지성적 역할을 담당하게 되었다.
니렌기 성이 다시 위기에 빠진 것은 1571년이었다. 주가 도쿠가와 씨가 관계악화에 빠진 가이 다케다 신겐에게 영국을 동과 북으로부터 공격당하게 될 무렵이다.
시나노로부터 남하한 다케다 군에 대해 야마가 산포슈(山家三方衆) 등과 같이 항복한 자까지 나타나게 된 동 미카와. 시타라 군(設楽郡)의 스가누마 사다미쓰(菅沼定盈)를 4월 28일에는 달아나게 만든 다케다 군은 남진을 멈추지 않고 요시다 성까지 공격하여 포위했다. 그때 니렌기 성도 공격 대상으로서 표적이 되었던 것 같다.
그러나 요시다 성만큼의 방어력을 가지지 못했던 때문일까, 결국은 낙성되고 만다. 성의 병사 등은 요시다 성으로 달아났다고 한다 (니렌기 성 전투).

### 폐성기
동 미카와 4군을 거느린 이케다 데루마사의 입봉 이후 니렌기 성 일대는 요시다 성의 직접 지배하에 놓였기 때문에, 너무 가까운 니렌기 성은 필요성을 잃고 폐성되었다. 니렌기 성의 폐성에 따라 요시다 성에서도 동쪽을 향하고 있던 오테 문을 남측으로 이전하게 된다.

## 그 외
이와 관련하여 최후의 요시다 성주 마쓰다이라 노부히사(松平伊豆守信古)는 오코치 씨(大河内氏)이지만, 나가자와 마쓰다이라 가(長沢松平家)의 양자로서 마쓰다이라 씨를 칭한 가문이다. 니렌기 성 초대 성주 도다 무네미쓰의 처의 아버지는 마쓰다이라 노부미쓰이지만, 나가사와 마쓰다이라 가는 노부미쓰의 아들(이설 있음) 마쓰다이라 지카노리(松平親則)를 시조로 한다는 인연이 있다.

## 위치
도요하시 철도 아즈마다 역하차 후, 북으로 도보 5분. 단, 아즈마다 역은 안전지대는 없기 때문에 하차시 주행하는 자동차에 주의해야 한다.

## 같이 보기
- 도다 씨
- 도요하시시
- 다하라 성 (아이치 현)